# Мамцвара
Мамцвара (груз. მამწვარა, з.-арм. Մամզարա Мамзара) — село в Грузии, на территории Ниноцминдского муниципалитета края (мхаре) Самцхе-Джавахети.

## География
Село находится в южной части Грузии, в пределах Ахалкалакского плоскогорья, к востоку от реки Мурджахетисцкали (левый приток Паравани), на расстоянии приблизительно 7 километров (по прямой) к северо-западу от города Ниноцминда, административного центра муниципалитета. Абсолютная высота — 1822 метра над уровнем моря.

## Население
По результатам официальной переписи населения 2014 года, в Мамцваре проживало 543 человека (267 мужчин и 276 женщин). В национальной структуре населения армяне составляли 100 %.
| Год  | Население, человек |
| ---- | ------------------ |
| 2002 | 782                |
| 2014 | ↘ 543              |